# Château Haut Peyrat
Pour les articles homonymes, voir Peyrat.
Le Château Haut Peyrat est situé sur les hauteurs du village de Cambes en Nouvelle-Aquitaine, et produit une gamme de vins en appellation cadillac-côtes-de-bordeaux. L'ensemble des bâtisses est sur la croupe d'une colline qui offre une vue sur le territoire de l'Entre-deux-Mers.

## Histoire du domaine
Les premières traces de constructions datent de 1571, comme le puits et le pigeonnier peuvent en témoigner. Le château apparaît en 1655 : la date de construction est inscrite sur l’une de ses portes. La propriété a appartenu aux familles parlementaires bordelaises d'Alesme et de Lassime ; les bâtiments sont particulièrement développés sous l'ancien régime. En revanche, les tourelles crénelées et le perron de la façade postérieure sont des adjonctions du XIXe siècle. 

## Propriété viticole contemporaine
La propriété a été achetée en 2014 par la famille Gil ; elle est composée de plus de 20 hectares de vignes, d'un seul tenant et d'autant en bois et prairies. L'âge moyen des vignes est de 30 ans et les principaux cépages sont le merlot, le cabernet franc et le cabernet sauvignon. Le vin produit est classifié " Grand Vin de Bordeaux "[réf. nécessaire].  

## Terroir
Le vignoble de Haut Peyrat se développe sur un sol calcaire et argilo-calcaire.
Il se situe sur des coteaux orientés sud-ouest, sud-est et est en partie entouré d'une ceinture de bois qui l'abrite des vents du nord et de l'ouest. Il présente une particularité, celle de réunir les terroirs des deux rives bordelaises, rive droite (argilo-calcaire) et gauche (argilo-graveleuse) sur une même propriété. 

## Vins
La propriété produit annuellement un volume d'environ 70 000 bouteilles.
Le Château Haut Peyrat possède trois cuvées en appellation Cadillac Côtes-de-Bordeaux  : 
- Château Haut Peyrat ;
- Prélude d'Haut Peyrat ;
- Carrelet d'Haut Peyrat.

## Eco-responsabilité
Isabelle et Didier Gil ont fait des choix stricts et engagés depuis leur installation dans cet objectif. Les actions qualitatives sont connues : densité forte, adaptation du matériel végétal au terrain, respect du sol, vendange triée et optimale, vinification et élevage adaptés à chaque terroir.
Le Château Haut Peyrat s'inscrit donc dans une démarche environnementale responsable soutenue. Depuis 2017, la propriété est certifiée HVE « Exploitation à Haute Valeur Environnementale ».
La mission du cabinet de consultant (Biovitis) en lien avec le directeur d'exploitation consiste à privilégier les techniques douces ou alternatives, Biovitis agit dans le sens d'une réduction des traitements phytosanitaires grâce à leur emploi rigoureux, et favorise la réussite des luttes intégrée et biologique.
Le Château Haut Peyrat est un des seuls châteaux du bordelais à être autonome en termes de chauffage grâce à sa chaudière à sarments qui alimente l'ensemble de la propriété. Les sarments de vigne constituent une source de combustible renouvelable chaque année. Leur pouvoir calorifique serait supérieur à celui des plaquettes de bois. Une étude de la chambre d'agriculture de Gironde menée dans trois châteaux l'estime entre 3,8 et 4,2 kWh/kg à 15 % d'humidité sur brut.